# Andrii Sybiha
Andrii Ivanovych Sybiha (en ucraniano: Андрій Іванович Сибіга; Zbórov, 1 de febrero de 1975) es un diplomático y jurista ucraniano que se desempeña como Ministro de Asuntos Exteriores de Ucrania desde el 5 de septiembre de 2024.

## Primeros años de vida
Andrii Sybiha nació en Zbórov, Óblast de Ternópil. En 1997 se graduó en la Universidad de Leópolis como especialista en relaciones internacionales. Habla con fluidez inglés y polaco.

## Carrera
De 2008 a 2012 fue asesor enviado de la Embajada de Ucrania en la República de Polonia. Entre 2012 y 2016 fue director del Departamento de Servicios Consulares del Ministerio de Relaciones Exteriores de Ucrania.
El 23 de agosto de 2016, fue nombrado Embajador Extraordinario y Plenipotenciario de Ucrania en la República de Turquía. El 19 de mayo de 2021, fue destituido de su cargo por decreto del presidente Volodímir Zelenski.
El 31 de mayo de 2021, fue nombrado Jefe Adjunto de la Oficina del Presidente de Ucrania. El 11 de febrero de 2020, Andriy Yermak fue nombrado jefe de la Oficina del Presidente.
Al comienzo de la invasión rusa de Ucrania en 2022, Sybiha fue uno de las primeros funcionarios en anunciar la solicitud formal de Ucrania para unirse a la Unión Europea. Tras la dimisión del ministro de Asuntos Exteriores, Dmitró Kuleba en septiembre de 2024, fue designado por el presidente Zelenski para sucederlo. Su nombramiento fue aprobado en la Rada Suprema con 258 votos a favor.